# Aeropuerto La Arrobleda
El Aeropuerto La Arrobleda es un aeródromo ubicado en la vereda La Arrobleda del municipio de Santander de Quilichao, en Cauca, Colombia.